# 尼古拉斯縣 (西維吉尼亞州)
尼古拉斯縣（英語：Nicholas County）是美国西維吉尼亞州中部的一個縣，面積1,695平方公里。根據2020年美國人口普查，共有人口24,604人。縣治薩默斯維爾。該縣成立於1818年1月30日，縣名紀念歷任維珍尼亞州州長、州議員、聯邦參、眾議員的威爾遜·C·尼古拉斯（Wilson Cary Nicholas）。